# Hela (Marvel Comics)
Pour les articles homonymes, voir Hela.
Hela est une divinité et une super-vilaine évoluant dans l’univers Marvel de la maison d'édition Marvel Comics. Créé par le scénariste Stan Lee et le dessinateur Jack Kirby, le personnage de fiction apparaît pour la première fois dans le comic book Journey into Mystery #102 en mars 1964.
En France, les histoires mettant en scène Hela ont été publiées par Arédit dans Eclipso, puis en 1977 dans la revue Thor collection « Flash » du no 1 au 27. Elle était cependant déjà apparue dans des épisodes d'autres séries Marvel, publiées par les Éditions Lug.
Le personnage est basé sur son homologue Hel, la déesse des morts de la mythologie nordique.

## Biographie du personnage
Hela naît il y a plusieurs éons de parents dont l’identité n’est pas établie avec certitude. Selon certaines légendes, elle naît à Jotunheim, le domaine des géants des glaces — l’un des Neuf Mondes de la cosmologie nordique d’Asgard. Elle serait la fille du dieu asgardien Loki et d’une géante pratiquant la sorcellerie, Angerboda (Angrobde). De ce couple, naquirent également le Loup de Fenris (en) et Jormungandr, le Serpent de Midgard (en).
Peu après sa naissance, les trois déesses du destin des Asgardiens, les Nornes, avertissent les dieux d’Asgard que Hela sera un grand danger pour eux. Odin, le souverain d’Asgard, décrète alors que Hela sera désormais la déesse de la mort et souveraine des esprits des morts le jour de sa majorité. Ces esprits vivent dans les royaumes d’une autre dimension de Hel et Niffleheim, deux des Neuf Mondes d’Asgard sur lesquels Héla règne depuis. Mais Odin garda sous son autorité directe le Valhalla, qui accueille les âmes des Asgardiens eux-mêmes et celles de leurs adorateurs morts au combat en tant que héros.

## Pouvoirs, capacités et équipement
Hela apparaît comme une femme de grande taille aux cheveux d'un noir de jais et aux yeux verts brillants. Elle possède des attributs communs aux dieux asgardiens et aux géant de Jotunheim.
Elle a une espérance de vie extrêmement longue (bien qu’elle ne soit pas immortelle comme les dieux Olympiens). Elle est immunisée aux maladies terrestres et peut aussi résister aux blessures conventionnelles (ses tissus, comme ceux des autres Asgardiens, sont trois fois plus denses que ceux des humains, ce qui lui confère une résistance surhumaine). Son métabolisme lui donne aussi endurance surhumaine, même si Hela est rarement contrainte d’exécuter de longs efforts physiques. Comme tous les Asgardiens, elle possède également une certaine résistance à la magie.
- Quand elle porte sa cape, Hela est apparemment dotée d’une force surhumaine de classe 100, ce qui lui permet de soulever (ou d’exercer une pression équivalente à) 100 tonnes, voire plus. En portant sa cape, elle est beaucoup plus forte que la grande majorité de sa race, ce qui lui a permis de s'engager dans un combat au corps à corps soutenu face au dieu Thor[2],[1].
- Elle possède de vastes pouvoirs mystiques qu'elle peut utiliser pour divers effets : la projection astrale illimitée tout en conservant plusieurs de ses autres pouvoirs et capacités, le lancement de projectiles d'énergie mortels avec ses mains qui sont capables de faire vieillir (voire de tuer) des Asgardiens, l'utilisation de la lévitation et enfin la capacité à créer des illusions. Sa capacité la plus puissante est sans conteste sa « Main de Gloire », une technique qui utilise l'énergie mystique pour améliorer la force de ses coups, et avec laquelle elle peut tuer même un Asgardien[1].
- En tant que déesse des morts, Hela a conclu un pacte avec l'entité conceptuelle la Mort, ce qui lui permet de revendiquer les âmes de tous les adorateurs des Asgardiens ou des Asgardiens eux-mêmes à leur mort et de les emmener à Hel ou Niflheim, ainsi que le pouvoir de voyager en un instant dans presque n'importe quel endroit des Neuf Mondes. Alors que le contact avec Hela est fatal pour les mortels et qu'elle est capable de voler leurs âmes dans le royaume de Hel, la déesse ne réclame généralement pas les âmes des héros mortels, laissant cette tâche aux Valkyries qui emmènent les âmes des héros morts au Valhalla. Hela est habituellement prête à attendre jusqu'à ce qu'une personne soit morte avant de réclamer son âme, mais elle peut si elle le souhaite tuer un humain en bonne santé, voire un Asgardien, par simple contact avec son « Toucher de la mort »[1].
- Elle peut utiliser ses illusions pour tuer des Asgardiens vivants, mais aussi ressusciter un Asgardien mort, à condition que son esprit ne soit pas passé dans l'au-delà ; cependant, elle utilise rarement ces capacités[1].
- Pouvant commander à tous les morts présent sur le monde de Hel et Niflheim, elle n'a cependant aucun pouvoir sur les morts qui se trouvent au Valhalla[1].

Hela porte toujours avec elle son vêtement magique, qui lui fait office de cape, de masque et de couronne. Ce vêtement augmente sa force et la garde jeune et en bonne santé. Sans sa cape, elle revient à sa véritable forme : la moitié de son corps est sain et beau tandis que l'autre moitié se décompose. Le côté gauche de son corps semble vivant et magnifiquement sain pendant qu'elle porte sa cape, et mort et pourri dans le cas contraire.
Sans son manteau, Hela est très faible et peut à peine bouger, ses pouvoirs sont également grandement réduits ; elle est alors incapable de léviter ou même de se lever et ne peut pas projeter ses projectiles mystiques. Elle n'a pas forcément besoin de porter sa cape pour obtenir ses pouvoirs ; il lui suffit simplement de la toucher pour lui rendre sa forme la plus forte.
Hela est souvent équipée de son arme favorite, une épée noire nommée Nightsword (« Épée de nuit ») ou « Eir-Gram » ; elle est d'ailleurs une épéiste compétente.

## Version alternative

### Ravage 2099
Hela prend une nouvelle apparence dans cette série se déroulant dans le futur de l’univers Marvel.

## Apparitions dans d’autres médias
Sauf indication contraire, les informations mentionnées dans cette section peuvent être confirmées par la base de données cinématographiques IMDb,  présente dans la section « Liens externes ».

### Cinéma

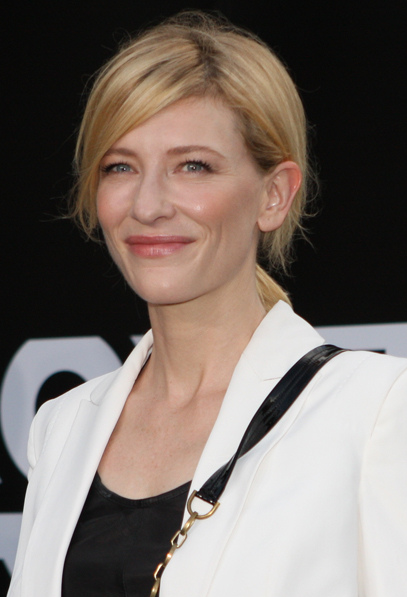
L'actrice Cate Blanchett incarne Hela dans le film Thor : Ragnarok (2017).

Interprétée par Cate Blanchett dans l'univers cinématographique Marvel
- 2017 : Thor : Ragnarok réalisé par Taika Waititi

Dans la bande dessinée, la cape enchantée maintient la beauté de Hela. Sans elle, la moitié droite de son corps deviendra morte et pourrie. Cette version de Hela n'a pas de tels problèmes. Hela est toujours une femme d'action, mais elle est loin d'être un adversaire physique aussi redoutable que Hela dans le MCU, qui semble être la guerrière la plus dangereuse et la plus impitoyable de l'histoire d'Asgard. Par exemple, dans les bandes dessinées, Hela ne pourrait jamais éliminer à elles seules une légion d'Einharjar sans même transpirer comme cette version de Hela le peut. Hela dans les comics est également généralement écrit comme ayant une force et un niveau d'endurance similaires à ceux de Thor (elle peut lutter contre lui dans une impasse mais les combats entre eux peuvent aller dans les deux sens), alors que dans le film, Hela est clairement beaucoup plus forte et plus résistante que Thor.  Elle a commencé comme une Jotun, étant la fille de Loki et d'Angerboda, une femme Jotun de la magie noire. La course de Gillen dans Journey into Mystery a jeté un doute là-dessus, affirmant plus ou moins qu’elle était Leah d'Hel, grandie après avoir été bloqué dans le passé et essentiellement créés par Loki, elle était techniquement sa fille. Cependant dans le film, elle est membre de la famille royale d'Asgard. Dans les bandes dessinées, Skurge est décrit comme "celui à qui même Hela incline la tête" lors de son dernier combat à Gjallerbru, et son affrontement contre elle était dû au fait qu'il avait fini par en avoir assez d'être traité ouvertement comme un imbécile d'Amora, l'Enchantresse. Dans le film, il se joint à Hela parce qu'il a trop peur pour la défier et elle le tue quand il ose finalement la défier. En comparant les films et les mythes d’origine, Hela n’était qu’une mégalomane assoiffée de sang et a été emprisonnée pour avoir été si brutale pendant la guerre. Hel, de son côté, a été scellée quand elle était enfant et non parce qu'elle avait fait quoi que ce soit, c'est simplement que les Ases ne savaient pas ce qu'elle allait devenir, alors ils l'ont bannie dans le royaume Hel pour être sûr .
Film d'animation
- 2009 : Hulk Vs Thor - avec la voix de Janyse Jaud

### Télévision
- 2012 : Avengers : L'Equipe des super-héros (série d'animation)
- 2021 : What if ...? (série d'animation)